# Psychoda tiencensis
Psychoda tiencensis är en tvåvingeart som beskrevs av Wagner 2003. Psychoda tiencensis ingår i släktet Psychoda och familjen fjärilsmyggor. Inga underarter finns listade i Catalogue of Life.